# Tereu

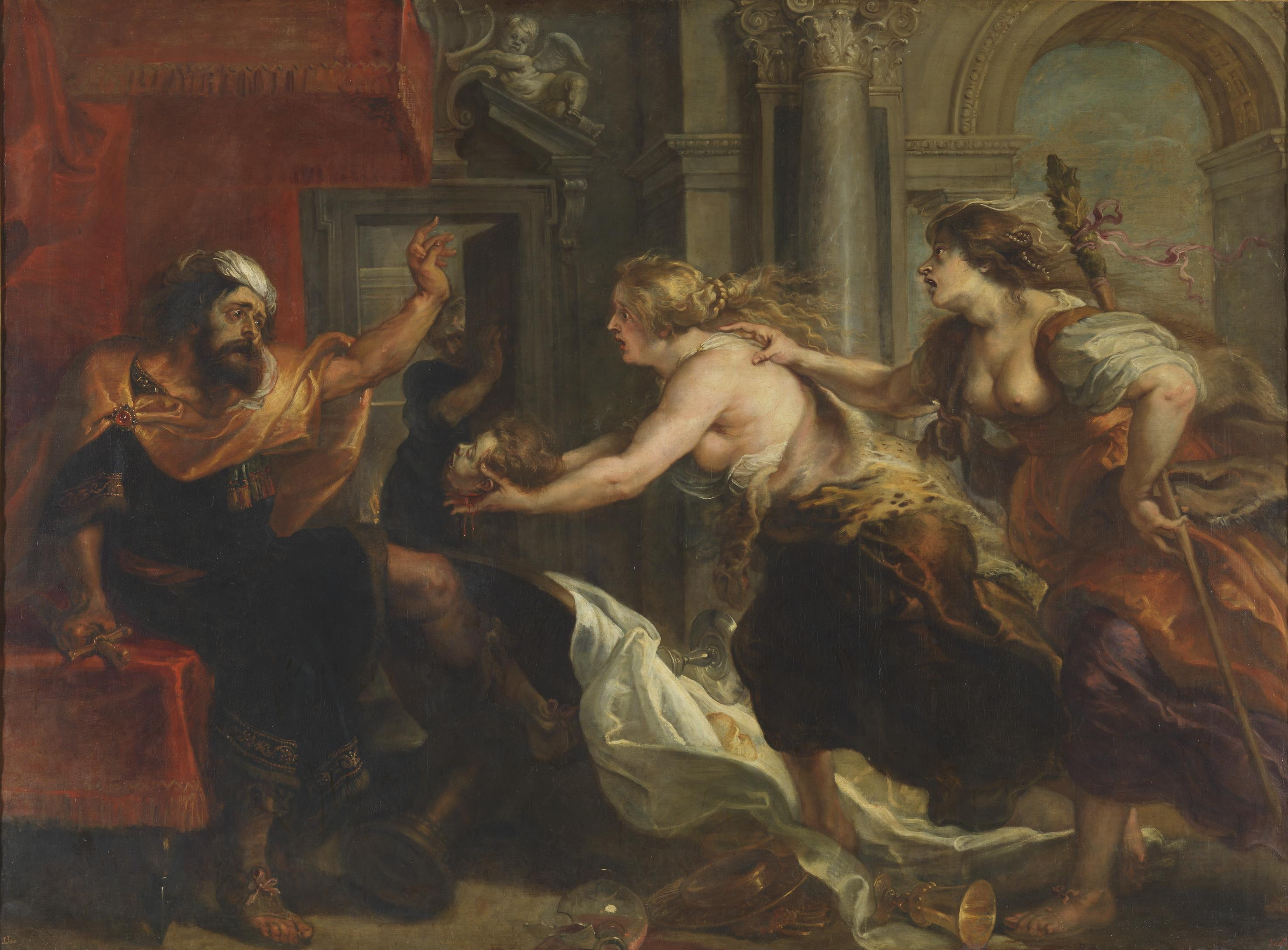
Rubens: Tereu confrontado com a cabeça de seu filho Ítis, 1636–1638

Na mitologia grega Tereu (Τηρεύς) foi um rei da Trácia, filho de Ares e esposo de Procne, com a qual teve um filho - Ítis.
Procne, filha do rei Pandion II de Atenas, foi dada em casamento a Tereu, por tê-lo ajudado na guerra contra Tebas. Porém, ela era muito ligada à sua irmã, e por viver tão longe dela sentia sua falta. Tereu voltou a Atenas e pediu a seu sogro que sua cunhada - Filomela - pudesse acompanhá-lo para fazer companhia a Procne. O pai consentiu, mas no caminho de volta Tereu cobiçou Filomela, violentou-a e a aprisionou, além de cortar-lhe a língua para que ela não pudesse contar a ninguém o que ele havia feito.
De volta à Trácia, Tereu disse à sua mulher que a irmã havia falecido na viagem. Todavia, Filomela, em seu cativeiro, teceu um tapete contendo a história de seu infortúnio e mandou-o secretamente à irmã. Ao saber do acontecido, Procne nada fez de imediato. Esperou a festa de Dionísio - época na qual as mulheres podem sair para onde quiserem ser serem seguidas pelos homens - e libertou sua irmã. As duas então tramaram uma vingança contra Tereu. Mataram Itys e serviram-no assado ao pai.
Quando descobriu que havia comido seu próprio filho, Tereu tentou matar as duas irmãs, mas os deuses do Olimpo transformaram  Procne em andorinha, cujo canto é de tristeza pela perda do filho, e Filomela, em rouxinol, pois não tinha língua para cantar. Tereu foi transformado em águia.
Tereu também era um nome comum entre os trácios.